# Plouigneau
Plouigneau (bret. Plouigno) – miejscowość i gmina we Francji, w regionie Bretania, w departamencie Finistère. W 2013 roku populacja ówczesnej gminy wynosiła 5055 mieszkańców. 
Dnia 1 stycznia 2019 roku połączono dwie wcześniejsze gminy: Le Ponthou oraz Plouigneau. Siedzibą gminy została miejscowość Plouigneau, a nowa gmina przyjęła jej nazwę. 